# Liste der Bodendenkmale in Drebkau
In der Liste der Bodendenkmale in Drebkau sind alle Bodendenkmale der brandenburgischen Stadt Drebkau und ihrer Ortsteile aufgelistet. Grundlage ist die Veröffentlichung der Landesdenkmalliste mit dem Stand vom 31. Dezember 2020.
Die Baudenkmale sind in der Liste der Baudenkmale in Drebkau aufgeführt.
|    | Gemarkung       | Flur    | Kurzansprache | Bodendenkmalnummer | Bemerkung | Bild |
| -- | --------------- | ------- | --- | ------------------ | --------- | ---- |
| 1  | Domsdorf (Lage) | 1       | Dorfkern deutsches Mittelalter, Dorfkern Neuzeit | 120299             |           |      |
| 2  | Domsdorf (Lage) | 2, 3    | Dorfkern deutsches Mittelalter, Schloss Neuzeit, Dorfkern Neuzeit, Mühle Neuzeit, Kirche deutsches Mittelalter, Kirche Neuzeit, Friedhof deutsches Mittelalter, Friedhof Neuzeit, Turmhügel deutsches Mittelalter | 120585             |           |      |
| 3  | Domsdorf (Lage) | 2, 3    | Mühle Neuzeit | 120586             |           |      |
| 4  | Domsdorf (Lage) | 2       | Siedlung Bronzezeit | 120618             |           |      |
| 5  | Drebkau (Lage)  | 1       | Burg deutsches Mittelalter, Schloss Neuzeit, Friedhof Neuzeit | 120075             |           |      |
| 6  | Drebkau (Lage)  | 1       | Altstadt Mittelalter, Altstadt Neuzeit | 120076             |           |      |
| 7  | Drebkau (Lage)  | 2       | Gräberfeld Eisenzeit, Gräberfeld Bronzezeit | 120151             |           |      |
| 8  | Drebkau (Lage)  | 1, 7    | Siedlung Steinzeit | 120152             |           |      |
| 9  | Drebkau (Lage)  | 2       | Siedlung Bronzezeit, Siedlung Eisenzeit | 120155             |           |      |
| 10 | Drebkau (Lage)  | 2       | Siedlung Eisenzeit, Siedlung Bronzezeit | 120156             |           |      |
| 11 | Drebkau (Lage)  | 3, 4, 5 | Dorfkern Neuzeit | 120519             |           |      |
| 12 | Drebkau (Lage)  | 4       | Siedlung Bronzezeit | 120619             |           |      |
| 13 | Drebkau (Lage)  | 4       | Siedlung Neolithikum, Siedlung Eisenzeit | 120620             |           |      |
| 14 | Drebkau (Lage)  | 6       | Gräberfeld Bronzezeit, Gräberfeld Eisenzeit | 120621             |           |      |
| 15 | Drebkau (Lage)  | 7       | Siedlung Bronzezeit, Siedlung Eisenzeit | 120622             |           |      |
| 16 | Drebkau (Lage)  | 7       | Dorfkern deutsches Mittelalter, Turmhügel deutsches Mittelalter, Siedlung Urgeschichte, Dorfkern Neuzeit | 120623             |           |      |
| 17 | Drebkau (Lage)  | 7       | Mühle Neuzeit | 120624             |           |      |
| 18 | Drebkau (Lage)  | 3, 4    | Siedlung Urgeschichte | 120653             |           |      |
| 19 | Drebkau (Lage)  | 3       | Siedlung Urgeschichte | 120654             |           |      |
| 20 | Jehserig (Lage) | 1       | Gräberfeld Bronzezeit | 120162             |           |      |
| 21 | Jehserig (Lage) | 1, 2, 3 | Dorfkern deutsches Mittelalter, Dorfkern Neuzeit | 120163             |           |      |
| 22 | Jehserig (Lage) | 5       | Siedlung Urgeschichte, Produktionsstätte römische Kaiserzeit | 120200             |           |      |
| 23 | Jehserig (Lage) | 9       | Gräberfeld Bronzezeit, Gräberfeld Eisenzeit | 120206             |           |      |
| 24 | Jehserig (Lage) | 8, 9    | Dorfkern deutsches Mittelalter, Dorfkern Neuzeit | 120207             |           |      |
| 25 | Jehserig (Lage) | 4       | Dorfkern deutsches Mittelalter, Dorfkern Neuzeit | 120208             |           |      |
| 26 | Jehserig (Lage) | 6       | Dorfkern Neuzeit, Dorfkern deutsches Mittelalter | 120210             |           |      |
| 27 | Siewisch (Lage) | 3, 4    | Dorfkern deutsches Mittelalter, Dorfkern Neuzeit | 120405             |           |      |
| 28 | Siewisch (Lage) | 2       | Dorfkern Neuzeit, Dorfkern deutsches Mittelalter | 120440             |           |      |